# LEDA 859698
LEDA 859698 è una galassia a spirale situata nella costellazione di Eridano alla distanza di oltre 680 milioni di anni luce dalla Terra.